# Lappula consanguinea
Lappula consanguinea là loài thực vật có hoa trong họ Mồ hôi. Loài này được (Fisch. & C.A. Mey.) Gürke mô tả khoa học đầu tiên năm 1897.